# 彼得·莫克蘭
彼得·莫克蘭（英語：Peter Mokran）是一位美國混音師、製作人、工程師和音樂家。莫克蘭在伊利諾伊州芝加哥出生和長大。長大後，他學習古典吉他，同時還在青少年時期學習工程和編程。他在德保羅大學獲得音樂學士學位。

## 外部連結
- Credits on AllMusic （页面存档备份，存于）